# .nu

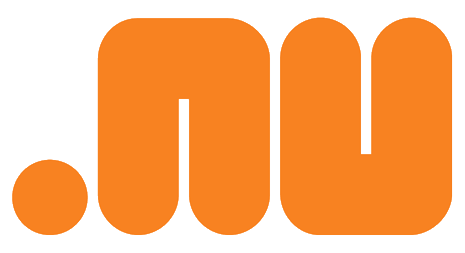
로고

.nu은 니우에의 인터넷 국가 코드 최상위 도메인이다. gTLD .com, .net 및 .org에 대한 대안으로 인터넷 전반에 판매된 최초의 ccTLD 중 하나였다. 영어에서 nu와 new 사이의 음성학적 유사성과 여러 북유럽 언어에서 nu가 "지금"을 의미한다는 사실을 활용하여 사용할 수 있는 좋은 도메인 이름이 풍부한 새로운 TLD로 승격되었다. .nu 도메인은 현재 니우에 정부의 반대로 스웨덴 인터넷 재단에서 관리하고 있다.